# Maniltoa floribunda
Maniltoa floribunda är en ärtväxtart som beskrevs av Albert Charles Smith. Maniltoa floribunda ingår i släktet Maniltoa och familjen ärtväxter. IUCN kategoriserar arten globalt som livskraftig. Inga underarter finns listade i Catalogue of Life.